# Frankrigs kommuner
En kommune er den mindste administrative enhed i Frankrig. Den består af et klart defineret areal, der i store træk svarer til en mindre by eller en større landsby med de nærliggende landsbyer og bebyggelser. Kommunen er en del af et departement, hvor også cantoner og arrondissementer er underenheder. I modsætning til kommune og departement er de dog kun administrative inddelinger, hvad der ses af, at mens de største bykommuner (Paris, Lyon og Marseilles) er opdelt i arrondissementer, kan et enkelt arrondissement på landet let rumme mange kommuner.
Der er ofte lokale reformer i de franske byer[kilde mangler], hvor kommuner sammenlægges eller deles op. Derfor er antallet af kommuner ikke konstant[kilde mangler]. Pr. 1. januar 2025 var der 34.746 kommuner i Frankrig, og dertil kommer 129 indenfor de oversøiske territorier.

## Historisk baggrund
I middelalderen blev udtrykket kommune brugt om de byer i Norditalien, der i teorien var en del af det Tysk-romerske rige, men som reelt var uafhængige og havde herredømmet over det omkringliggende landskab. Det franske ord commune opstod i 1100-tallet ud fra det middelalderlatinske ord communia, som betyder en lille samling af folk, som deler et fælles liv. Herfra blev begrebet overført til de kommuner, der blev skabt i løbet af middelalderen, og som var baseret på et sammensurium af politiske, juridiske og borgerlige frihedsrettigheder, der blev givet dem af områdets fyrste.
Det var dog først med Den Franske Revolution, at der blev skabt kommuner i nutidens forstand. Indtil da havde sognene ofte haft en tilsvarende, men ikke lovreguleret funktion, og det var først den 14. december 1789, at Nationalforsamlingen vedtog en lov, der medførte oprettelsen af kommunerne som den mindste, administrative enhed i Frankrig.

## Kommunestyre
En kommune styres af et kommunalbestyrelse ("conseil municipal"), der vælges for seks år ad gangen. Valgmetoden afhænger af kommunens størrelse idet man i kommuner med under 3.500 indbyggere benytter sig af blokafstemning over to omgange, mens man i kommuner med mere end 3.500 indbyggere benytter sig af blandet proportionalitet ligeledes over to omgange. Medlemmerne vælges ved direkte valg og for en periode af seks år ad gangen. Rådet vælger borgmesteren ("le maire") af sin midte, og han – eller hun – har blandt mange andre ting den administrative myndighed for de beslutninger, som træffes i kommunalbestyrelsen.
Antallet af medlemmer i kommunalbestyrelsen kan ikke være lavere end ni, men det bestemmes i øvrigt ud fra kommunens indbyggertal. Møderne i kommunalbestyrelsen er offentlige, men kun bestyrelsens medlemmer har taleret.
En fransk kommune er en juridisk person, og den råder over et budget, som baseres på overførsler fra den franske stat og lokale indtægter i form af skatter. Kommunen har ansvaret for administrationen af den lokale infrastruktur, men derudover er borgmesteren i sin egenskab af statens repræsentant pålagt en række pligter vedrørende registrering af fødsler, vielser, skilsmisser, dødsfald m.m. Borgmesteren råder ligeledes over den lokale politimyndighed.

## Trivia
Den franske kommune Saint-Remy-en-Bouzemont-Saint-Genest-et-Isson i Champagne i det nordøstlige Frankrig har det længste kommunale navn, mens det korteste tilhører kommunen Y i den nordlige region Picardie